# 貢薩爾維斯迪亞斯 (馬拉尼昂州)
5°9′S 44°18′W / 5.150°S 44.300°W
貢薩爾維斯迪亞斯（葡萄牙語：Gonçalves Dias），是巴西的城鎮，位於該國東北部，由馬拉尼昂州負責管轄，面積876平方公里，海拔高度130米，2010年人口17,485，人口密度每平方公里19.96人。